# I Am Afraid to Forget Your Face
 (janvier 2021).
Pour plus de détails, voir Fiche technique et Distribution.
I Am Afraid to Forget Your Face (arabe : ستاشر) est un court-métrage de Sameh Alaa co-produit par l'Égypte/France/Belgique/Qatar qui obtient la Palme d'or du court-métrage lors du Festival de Cannes 2020, ainsi que de nombreuses autres récompenses dans des festivals reconnus dans le monde. 

## Synopsis
Éloigné de celle qu’il aime depuis quatre-vingt-deux jours, Adam est prêt à tout pour braver la distance qui les sépare.

## Fiche technique
- Titre original : ستاشر
- Scénario et Réalisation : Sameh Alaa
- Production : Muhammad Taymour (Fig Leaf Studios)
- Co-production : Martin Jérôme (Les Cigognes Films), Sameh Alaa, Ahmed Zayan, Mohab Shebah
- Chef opérateur : Giorgos Valsamis
- Monteur : Yasser Azmy
- Langue : arabe

## Distribution
- Seif Hemeda
- Nourhan Ahmed

## Festivals et récompenses
- Festival de Cannes 2020 : Palme d'or du court-métrage
- Festival international du film francophone de Namur (FIFF) 2020 : Mention spéciale du jury - compétition internationale
- Festival international du film de Moscou 2020 : Prix du meilleur court-métrage
- Festival du film d’El Gouna (GFF) 2020 : Prix du meilleur court-métrage arabe
- London Film Week 2020 : Prix du jury
- Beirut shorts international film festival 2021 : Prix du meilleur réalisateur
- Festival international du court-métrage de Clermont-Ferrand 2021 : Sélection officielle en compétition internationale
- Festival international de San Sebastian 2020 : Sélection officielle